# St. Augustine Beach
St. Augustine Beach è un comune degli Stati Uniti d'America, situato in Florida, nella Contea di St. Johns.